# دبین، کبک

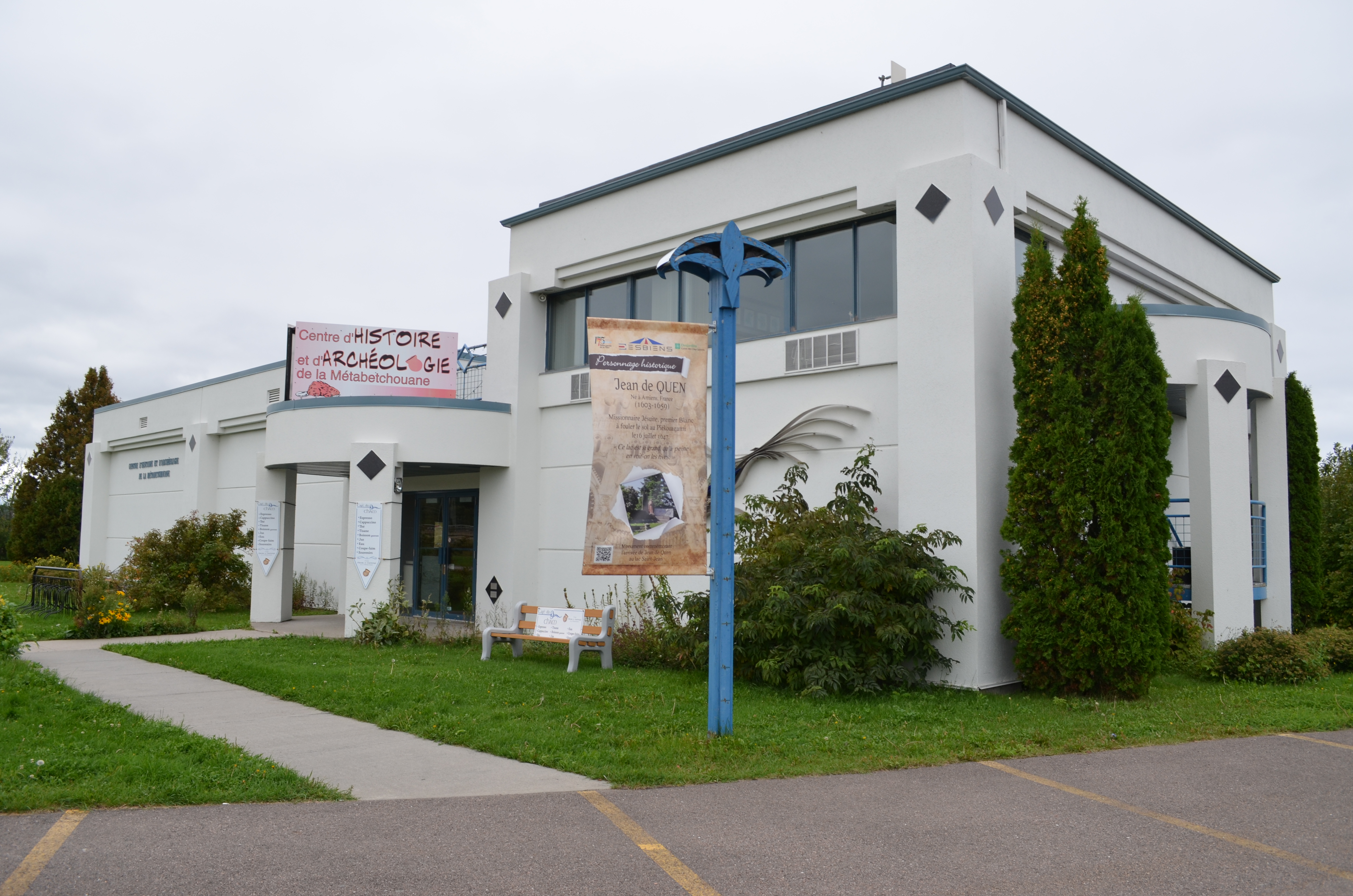
خانه ای زیبا

دبین (به فرانسوی: Desbiens) شهرکی در منطقه شهری لاک-سن-ژان-است ناحیه سگونه-لاک-سن-ژان در استان کبک کانادا است. در سرشماری سال ۲۰۱۱ این شهرک ۱٬۰۶۴ نفر جمعیت داشته‌است و مساحت آن ۱۰٫۳۵ کیلومتر مربع است.